# Маковая солома
Маковая солома (кокнар, кукнар) — это все части скошенного опийного мака (Papaver), целые или измельченные, высушенные или не высушенные, за исключением семян. Содержит наркотически активные алкалоиды опия, которые извлекаются путём экстракции при помощи воды или органических растворителей. Полученный продукт называется «экстракт маковой соломы» или «экстракционный опий», используется непосредственно, либо как материал для получения ацетилированного опия или героина.
Маковая солома используется в фармацевтике как сырье для получения алкалоидов опия: морфина, кодеина, папаверина и других.

## Легальность
Маковая солома упоминается в Конвенции ООН по наркотикам 1961 (Единая конвенция о наркотических средствах), как продукт, подлежащий контролю. Страны, подписавшие конвенцию, собирают данные о ввозе и вывозе соломы и об её использовании для получения лекарственных препаратов. Также они обязаны предпринимать все необходимые меры, чтобы избежать неконтролируемого изготовления опия из соломы.

### В России
В России маковая солома, а также её экстракт, входят в список I перечня наркотических средств, психотропных веществ и их прекурсоров, подлежащих контролю в Российской Федерации (оборот запрещён).
Кондитерский мак (пищевой) может содержать небольшие количества маковой соломы даже после тщательной очистки. Наиболее полная очистка от соломы проводится с помощью промывки, однако после этого семена мака могут храниться не более нескольких дней.
До 2007 года в России «действовал ГОСТ 12094-76, допускавший содержание до 3 % сорной примеси в маке пищевом.». Затем, с 1 января 2007 года был введен ГОСТ Р 52533-2006 «Мак пищевой. Технические условия» разработки МГУПП, согласно которому содержание сорной (органической) примеси в маке не допускается (п. 4.4), при этом новый ГОСТ не указывает методы контроля и лимитирующий процент содержания примесей. В 2010 в ГОСТ были подготовлены изменения, согласно которым «в пищевом маке не допускаются не только сорные примеси — но и „присутствие наркотических средств“». Российские стандарты на примеси в маке являются намного более строгими, чем европейские, которые допускают наличие небольшого количества примеси соломы в пищевом маке
По мнению журналиста Новой Газеты, Ольги Бобровой, в России не существует партий пищевого мака, являющихся полностью легальными с точки зрения действующих стандартов.
ФСКН возбуждала несколько дел по контрабанде, хранению и сбыту наркотиков, основываясь на наличии примесей соломы в партиях пищевого мака. Наиболее известным делом стало дело Шилова С. Я., крупного импортера мака в Россию, после того, как ФСКН обвинило Ольгу Зеленину, сотрудника НИИ Сельского Хозяйства (Пенза), в соучастии и подготовке ложного экспертного заключения (см. Дело Ольги Зелениной).
Со слов Анны Каретниковой, Зеленина считает, что ФСКН контролирует импорт мака в Россию, и затем гипотетически может получать с бизнеса «либо деньги за откаты, либо звезды за удачно разоблаченные дела „наркоторговцев“», так как «согласно действующему в России ГОСТу очистить мак до такой степени, чтобы он признан был безнаркотическим, практически невозможно.»
В начале ноября 2013 года Росстандарт утвердил поправки к ГОСТ Р 52533-2006 на пищевой мак, согласно которым из текста удалена фраза "Содержание наркотических веществ не допускается". По сообщению ФСКН, поправки не повлияют на маковое дело.